# SISD
- Para el distrito escolar estadounidense del Condado de Harris (Texas), véase Distrito Escolar Independiente de Spring (SISD por sus siglas en inglés)
- Para el distrito escolar estadounidense de El Paso (Texas), véase Distrito Escolar Independiente de Socorro (SISD por sus siglas en inglés)

|                 | Una instrucción | Múltiples instrucciones |
| --------------- | --------------- | ----------------------- |
| Un dato         | SISD            | MISD                    |
| Múltiples datos | SIMD            | MIMD                    |

En computación, SISD (del inglés Single Instruction, Single Data, en español: "una instrucción, un dato") es un término que se refiere a una arquitectura computacional en la que un único procesador ejecuta un solo flujo de instrucciones, para operar sobre datos almacenados en una única memoria. Se corresponde con la arquitectura de Von Neumann.
Según Michael J. Flynn, SISD puede tener características del procesamiento concurrente. La carga de instrucciones y la ejecución segmentada de instrucciones son ejemplos comunes encontrados en las computadoras SISD más modernas.